# Bach (Tirol)
Bach este o localitate din Tirol cu o populație de 684 de locuitori.